# George Heming Mason
George Hemming (o Heming) Mason (ARA) (Stoke-on-Trent, 11 marzo 1818 – Londra, 22 ottobre 1872) è stato un pittore paesaggista britannico di scene rurali, dapprima ritratte in Italia e, in seguito, nella sua Inghilterra. Egli può esser nominato invariabilmente sia "George Mason" che "George Hemming Mason".